# نیوولانده
نیوولانده (به هلندی: Nieuwlande) یک منطقهٔ مسکونی در هلند است که در Hardenberg واقع شده‌است. نیوولانده ۱٬۲۵۰ نفر جمعیت دارد.